# 爱六矛虫
爱六矛虫（学名：Hexalonche philanahedra）为三轴球虫科六矛虫属的动物。分布于赤道太平洋，包括东海等海域。

## 体型
皮壳壁薄至稍厚，壳孔圆形至椭圆形，排列不规则，孔间桁较宽，并有隆起棱脊，桁条节点上有小疣刺。髓壳大小约为皮壳的30%。壳孔椭圆至六角形，孔间桁较细，6根放间桁自髓壳壳壁生出并外延至皮壳外成为6根肥大的三片棱柱状骨针，骨针长相当于壳的半径。